# Piłka nożna na Letnich Igrzyskach Olimpijskich 2016 – turniej mężczyzn (składy)
Artykuł grupuje składy wszystkich reprezentacji narodowych w piłce nożnej, które wystąpiły podczas Letnich Igrzysk Olimpijskich w Rio de Janeiro w dniach od 4 sierpnia do 20 sierpnia 2016 roku.
- Przynależność klubowa aktualna na dzień rozpoczęcia mistrzostw.
- Wiek zawodnika aktualny na dzień rozpoczęcia mistrzostw.
- Zawodnicy oznaczeni symbolem (c) to kapitanowie reprezentacji.
- Legenda:
Pozycje na boisku:
BR – bramkarz
OB – obrońca
PO – pomocnik
NA – napastnik

## Grupa A

### Brazylia
Trener:  Rogério Micale
| Nr | Pozycja | Zawodnik        | Data urodzenia        | Klub                     |
| -- | ------- | --------------- | --------------------- | ------------------------ |
| 1  | BR      | Weverton        | 13 grudnia 1987 (28)  | Athletico Paranaense     |
| 2  | OB      | Zeca            | 16 maja 1994 (22)     | Santos FC                |
| 3  | OB      | Rodrigo Caio    | 17 sierpnia 1993 (22) | São Paulo FC             |
| 4  | OB      | Marquinhos      | 14 maja 1994 (22)     | Paris Saint-Germain F.C. |
| 5  | PO      | Renato Augusto  | 8 lutego 1988 (28)    | Beijing Guo’an           |
| 6  | OB      | Douglas Santos  | 22 marca 1994 (22)    | Clube Atlético Mineiro   |
| 7  | NA      | Luan Vieira     | 27 marca 1993 (23)    | Grêmio Porto Alegre      |
| 8  | PO      | Rafinha         | 12 lutego 1993 (23)   | FC Barcelona             |
| 9  | NA      | Gabriel Barbosa | 30 sierpnia 1996 (19) | Santos FC                |
| 10 | NA      | Neymar (c)      | 5 lutego 1992 (24)    | FC Barcelona             |
| 11 | NA      | Gabriel Jesus   | 3 kwietnia 1997 (19)  | SE Palmeiras             |
| 12 | PO      | Walace          | 4 kwietnia 1995 (21)  | Grêmio Porto Alegre      |
| 13 | OB      | William         | 3 kwietnia 1995 (21)  | SC Internacional         |
| 14 | OB      | Luan Garcia     | 10 maja 1993 (23)     | CR Vasco da Gama         |
| 15 | PO      | Rodrigo Dourado | 17 czerwca 1994 (22)  | SC Internacional         |
| 16 | PO      | Thiago Maia     | 23 marca 1997 (19)    | Santos FC                |
| 17 | NA      | Felipe Anderson | 15 kwietnia 1993 (23) | S.S. Lazio               |
| 18 | BR      | Uilson          | 28 kwietnia 1994 (22) | Clube Atlético Mineiro   |

### Dania
Trener:  Niels Frederiksen
| Nr | Pozycja | Zawodnik              | Data urodzenia         | Klub                 |
| -- | ------- | --------------------- | ---------------------- | -------------------- |
| 1  | BR      | Jeppe Højbjerg        | 30 kwietnia 1995 (21)  | Esbjerg fB           |
| 2  | OB      | Mikkel Desler         | 19 lutego 1995 (21)    | Odense Boldklub      |
| 3  | OB      | Kasper Larsen         | 25 stycznia 1993 (23)  | FC Groningen         |
| 4  | OB      | Edigeison Gomes       | 17 listopada 1988 (27) | Henan Jianye         |
| 5  | OB      | Jakob Blåbjerg        | 11 stycznia 1995 (21)  | Aalborg BK           |
| 6  | PO      | Andreas Maxsø         | 18 marca 1994 (22)     | FC Nordsjælland      |
| 7  | NA      | Lasse Vibe (c)        | 22 lipca 1987 (29)     | Brentford F.C.       |
| 8  | PO      | Mathias Hebo          | 2 sierpnia 1995 (21)   | FC Fredericia        |
| 9  | NA      | Nicolai Brock-Madsen  | 9 stycznia 1993 (23)   | Birmingham City F.C. |
| 10 | NA      | Jacob Bruun Larsen    | 19 września 1998 (17)  | Borussia Dortmund    |
| 11 | OB      | Jacob Barrett Laursen | 17 listopada 1994 (21) | Odense Boldklub      |
| 12 | NA      | Frederik Børsting     | 13 lutego 1995 (21)    | Aalborg BK           |
| 13 | NA      | Emil Larsen           | 22 czerwca 1991 (25)   | Lyngby BK            |
| 14 | PO      | Casper Nielsen        | 29 kwietnia 1994 (22)  | Esbjerg fB           |
| 15 | OB      | Pascal Gregor         | 18 lutego 1994 (22)    | FC Nordsjælland      |
| 16 | NA      | Robert Skov           | 20 maja 1996 (20)      | Silkeborg IF         |
| 17 | PO      | Jens Jønsson          | 10 stycznia 1993 (23)  | Aarhus GF            |
| 18 | BR      | Lukas Fernandes       | 1 marca 1993 (23)      | SønderjyskE Fodbold  |

### Irak
Trener:  Abdul-Ghani Shahad
| Nr | Pozycja | Zawodnik               | Data urodzenia            | Klub                    |
| -- | ------- | ---------------------- | ------------------------- | ----------------------- |
| 1  | BR      | Fahad Talib            | 21 października 1994 (21) | Al-Quwa Al-Jawiya       |
| 2  | OB      | Ahmad Ibrahim Khalaf   | 25 lutego 1992 (24)       | Al Dhafra FC            |
| 3  | OB      | Hawbir Mustafa         | 24 września 1993 (22)     | MVV Maastricht          |
| 4  | OB      | Mustafa Nadhim         | 23 września 1993 (22)     | Naft Al-Wasat SC        |
| 5  | OB      | Ali Faez               | 9 września 1994 (21)      | Çaykur Rizespor         |
| 6  | OB      | Ali Adnan              | 19 grudnia 1993 (22)      | Udinese Calcio          |
| 7  | NA      | Hammadi Ahmed          | 18 października 1989 (26) | Al-Quwa Al-Jawiya       |
| 8  | NA      | Mohannad Abdul-Raheem  | 22 września 1993 (22)     | Al-Zawraa               |
| 9  | PO      | Mahdi Kamil            | 6 stycznia 1995 (21)      | Al-Shorta SC            |
| 10 | PO      | Ali Hisny              | 23 maja 1994 (22)         | Çaykur Rizespor         |
| 11 | PO      | Humam Tariq            | 10 lutego 1996 (20)       | Al-Quwa Al-Jawiya       |
| 12 | BR      | Mohammed Hameed Farhan | 24 stycznia 1993 (23)     | Naft Al-Wasat SC        |
| 13 | NA      | Sherko Karim           | 25 maja 1996 (20)         | Grasshopper Club Zürich |
| 14 | OB      | Saad Natiq             | 19 marca 1994 (22)        | Al-Quwa Al-Jawiya       |
| 15 | OB      | Dhurgham Ismail        | 23 maja 1994 (22)         | Çaykur Rizespor         |
| 16 | PO      | Saad Abdul-Amir (c)    | 19 stycznia 1992 (24)     | Al Qadsiah FC           |
| 17 | OB      | Alaa Ali Mhawi         | 3 czerwca 1996 (20)       | Al-Zawraa               |
| 18 | PO      | Amjad Attwan           | 12 marca 1997 (19)        | Al-Shorta SC            |

### Południowa Afryka
Trener:  Owen Da Gama
| Nr | Pozycja | Zawodnik            | Data urodzenia            | Klub                         |
| -- | ------- | ------------------- | ------------------------- | ---------------------------- |
| 1  | BR      | Jody February       | 12 maja 1996 (20)         | Ajax Kapsztad                |
| 2  | OB      | Eric Mathoho        | 1 marca 1990 (26)         | Kaizer Chiefs FC             |
| 3  | OB      | Tercious Malepe     | 18 lutego 1997 (19)       | Orlando Pirates              |
| 4  | NA      | Mothobi Mvala       | 14 czerwca 1994 (22)      | Highlands Park FC            |
| 5  | OB      | Rivaldo Coetzee     | 16 października 1996 (19) | Ajax Kapsztad                |
| 6  | OB      | Kwanda Mngonyama    | 25 września 1993 (22)     | Maritzburg United FC         |
| 7  | PO      | Menzi Masuku        | 15 kwietnia 1993 (23)     | Orlando Pirates              |
| 8  | PO      | Tyroane Sandows     | 12 lutego 1995 (21)       | Grêmio Porto Alegre          |
| 9  | NA      | Tashreeq Morris     | 13 maja 1994 (22)         | Ajax Kapsztad                |
| 10 | NA      | Keagan Dolly (c)    | 22 stycznia 1993 (23)     | Mamelodi Sundowns FC         |
| 11 | PO      | Aubrey Modiba       | 22 lipca 1995 (21)        | Mpumalanga Black Aces FC     |
| 12 | NA      | Lebo Mothiba        | 28 stycznia 1996 (20)     | Lille OSC                    |
| 13 | OB      | Abbubaker Mobara    | 18 lutego 1994 (22)       | Orlando Pirates              |
| 14 | PO      | Gift Motupa         | 23 września 1994 (21)     | Orlando Pirates              |
| 15 | PO      | Phumlani Ntshangase | 24 grudnia 1994 (21)      | Bidvest Wits FC              |
| 16 | BR      | Itumeleng Khune     | 20 czerwca 1987 (29)      | Kaizer Chiefs FC             |
| 17 | OB      | Tebogo Moerane      | 7 kwietnia 1995 (21)      | Bidvest Wits FC              |
| 18 | PO      | Deolin Mekoa        | 10 sierpnia 1993 (22)     | Maritzburg United FC         |
| 19 | NA      | Andile Fikizolo     | 13 maja 1994 (22)         | Lamontville Golden Arrows FC |
| 21 | NA      | Thabiso Kutumela    | 3 lipca 1993 (23)         | Baroka FC                    |

## Grupa B

### Kolumbia
Trener:  Carlos Restrepo
| Nr | Pozycja | Zawodnik                | Data urodzenia            | Klub                   |
| -- | ------- | ----------------------- | ------------------------- | ---------------------- |
| 1  | BR      | Cristian Bonilla        | 2 czerwca 1993 (23)       | Atlético Nacional      |
| 2  | OB      | William Tesillo         | 2 lutego 1990 (26)        | Independiente Santa Fe |
| 3  | OB      | Deivy Balanta           | 9 lutego 1993 (23)        | Atlético Junior        |
| 4  | OB      | Deiver Machado          | 2 września 1993 (22)      | Millonarios FC         |
| 5  | OB      | Felipe Aguilar          | 20 stycznia 1993 (23)     | Atlético Nacional      |
| 6  | PO      | Jefferson Lerma         | 25 października 1994 (21) | Levante UD             |
| 7  | NA      | Arley Rodríguez         | 9 lutego 1993 (23)        | Atlético Nacional      |
| 8  | NA      | Dorlan Pabón            | 24 stycznia 1988 (28)     | CF Monterrey           |
| 9  | NA      | Miguel Borja            | 26 stycznia 1993 (23)     | Atlético Nacional      |
| 10 | NA      | Teófilo Gutiérrez (c)   | 17 maja 1985 (31)         | Sporting CP            |
| 11 | NA      | Harold Preciado         | 1 czerwca 1994 (22)       | Deportivo Cali         |
| 12 | PO      | Andrés Roa              | 25 maja 1993 (23)         | Deportivo Cali         |
| 13 | OB      | Helibelton Palacios     | 11 czerwca 1993 (23)      | Deportivo Cali         |
| 14 | PO      | Sebastián Pérez Cardona | 29 marca 1993 (23)        | Atlético Nacional      |
| 15 | PO      | Wilmar Barrios          | 16 października 1993 (22) | Deportes Tolima        |
| 16 | PO      | Kevin Balanta           | 28 kwietnia 1997 (19)     | Deportivo Cali         |
| 17 | OB      | Cristian Borja          | 18 lutego 1993 (23)       | Independiente Santa Fe |
| 18 | BR      | Luis Hurtado            | 24 stycznia 1994 (22)     | Deportivo Cali         |
| 19 | OB      | Juan Sebastián Quintero | 23 marca 1995 (21)        | Deportivo Cali         |

### Japonia
Trener:  Makoto Teguramori
| Nr | Pozycja | Zawodnik            | Data urodzenia            | Klub                |
| -- | ------- | ------------------- | ------------------------- | ------------------- |
| 1  | BR      | Masatoshi Kushibiki | 29 stycznia 1993 (23)     | Kashima Antlers     |
| 2  | OB      | Sei Muroya          | 5 kwietnia 1994 (22)      | F.C. Tokyo          |
| 3  | PO      | Wataru Endō (c)     | 9 lutego 1993 (23)        | Urawa Red Diamonds  |
| 4  | OB      | Hiroki Fujiharu     | 28 listopada 1988 (27)    | Gamba Osaka         |
| 5  | OB      | Naomichi Ueda       | 24 października 1994 (21) | Kashima Antlers     |
| 6  | OB      | Tsukasa Shiotani    | 5 grudnia 1988 (27)       | Sanfrecce Hiroszima |
| 7  | PO      | Riki Harakawa       | 13 sierpnia 1993 (22)     | Kawasaki Frontale   |
| 8  | PO      | Ryōta Ōshima        | 23 stycznia 1993 (23)     | Kawasaki Frontale   |
| 9  | PO      | Shin’ya Yajima      | 18 stycznia 1994 (22)     | Fagiano Okayama     |
| 10 | PO      | Shōya Nakajima      | 23 sierpnia 1994 (21)     | F.C. Tokyo          |
| 11 | NA      | Musashi Suzuki      | 11 lutego 1994 (22)       | Albirex Niigata     |
| 12 | BR      | Kōsuke Nakamura     | 27 lutego 1995 (21)       | Kashiwa Reysol      |
| 13 | NA      | Shinzō Kōroki       | 31 lipca 1986 (30)        | Urawa Red Diamonds  |
| 14 | PO      | Yōsuke Ideguchi     | 23 sierpnia 1996 (19)     | Gamba Osaka         |
| 15 | OB      | Masashi Kamekawa    | 28 maja 1993 (23)         | Avispa Fukuoka      |
| 16 | NA      | Takuma Asano        | 10 listopada 1994 (21)    | Arsenal F.C.        |
| 17 | OB      | Takuya Iwanami      | 18 czerwca 1994 (22)      | Vissel Kobe         |
| 18 | PO      | Takumi Minamino     | 16 stycznia 1995 (21)     | Red Bull Salzburg   |

### Nigeria
Trener:  Samson Siasia
| Nr | Pozycja | Zawodnik             | Data urodzenia            | Klub                |
| -- | ------- | -------------------- | ------------------------- | ------------------- |
| 1  | BR      | Daniel Akpeyi        | 3 sierpnia 1986 (30)      | Chippa United FC    |
| 2  | OB      | Seth Sincere         | 28 kwietnia 1998 (18)     | Rhapsody FC         |
| 3  | OB      | Kingsley Madu        | 12 grudnia 1995 (20)      | AS Trenčín          |
| 4  | OB      | Shehu Abdullahi      | 12 marca 1993 (23)        | União Madeira       |
| 5  | OB      | Saturday Erimuya     | 10 stycznia 1998 (18)     | Kayseri Erciyesspor |
| 6  | OB      | William Troost-Ekong | 1 września 1993 (22)      | FK Haugesund        |
| 7  | NA      | Aminu Umar           | 6 marca 1995 (21)         | Ankaraspor          |
| 8  | PO      | Oghenekaro Etebo     | 9 listopada 1995 (20)     | CD Feirense         |
| 9  | NA      | Imoh Ezekiel (c)     | 24 października 1993 (22) | RSC Anderlecht      |
| 10 | PO      | John Obi Mikel       | 22 kwietnia 1987 (29)     | Chelsea F.C.        |
| 11 | NA      | Junior Ajayi         | 29 stycznia 1996 (20)     | Al-Ahly Kair        |
| 12 | PO      | Saliu Popoola        | 7 sierpnia 1994 (21)      | RFC Seraing         |
| 13 | NA      | Umar Sadiq           | 2 lutego 1997 (19)        | AS Roma             |
| 14 | PO      | Okechukwu Azubuike   | 19 kwietnia 1997 (19)     | Yeni Malatyaspor    |
| 15 | OB      | Ndifreke Udo         | 15 sierpnia 1998 (17)     | Abia Warriors FC    |
| 16 | OB      | Stanley Amuzie       | 28 lutego 1996 (20)       | SC Olhanense        |
| 17 | PO      | Muhammed Usman       | 2 marca 1994 (22)         | União Madeira       |
| 18 | BR      | Emmanuel Daniel      | 17 grudnia 1993 (22)      | Enugu Rangers       |

### Szwecja
Trener:  Håkan Ericson
| Nr | Pozycja | Zawodnik                 | Data urodzenia           | Klub                   |
| -- | ------- | ------------------------ | ------------------------ | ---------------------- |
| 1  | BR      | Andreas Linde            | 24 lipca 1993 (23)       | Molde FK               |
| 2  | OB      | Adam Lundqvist           | 20 marca 1994 (22)       | IF Elfsborg            |
| 3  | OB      | Alexander Milošević      | 30 stycznia 1992 (24)    | Hannover 96            |
| 4  | OB      | Joakim Nilsson           | 6 lutego 1994 (22)       | IF Elfsborg            |
| 5  | OB      | Pa Konate                | 25 kwietnia 1994 (22)    | Malmö FF               |
| 6  | PO      | Abdul Khalili            | 7 czerwca 1992 (24)      | Mersin İdman Yurdu     |
| 7  | PO      | Simon Tibbling           | 7 września 1994 (21)     | FC Groningen           |
| 8  | PO      | Alexander Fransson       | 2 kwietnia 1994 (22)     | FC Basel               |
| 9  | PO      | Robin Quaison            | 9 października 1993 (22) | Palermo FC             |
| 10 | PO      | Muamer Tanković          | 22 lutego 1995 (21)      | AZ Alkmaar             |
| 11 | PO      | Astrit Ajdarević (c)     | 17 kwietnia 1990 (26)    | Örebro SK              |
| 12 | NA      | Mikael Ishak             | 31 marca 1993 (23)       | Randers FC             |
| 13 | OB      | Jacob Une Larsson        | 8 kwietnia 1994 (22)     | Djurgårdens IF         |
| 14 | OB      | Sebastian Starke Hedlund | 5 kwietnia 1995 (21)     | Kalmar FF              |
| 15 | OB      | Noah Sonko Sundberg      | 6 czerwca 1996 (20)      | GIF Sundsvall          |
| 17 | PO      | Ken Sema                 | 30 września 1993 (22)    | Östersunds FK          |
| 18 | BR      | Tim Erlandsson           | 25 grudnia 1996 (19)     | Nottingham Forest F.C. |
| 21 | NA      | Valmir Berisha           | 6 czerwca 1996 (20)      | Wolny zawodnik         |

## Grupa C

### Fidżi
Trener:  Frank Farina
| Nr | Pozycja | Zawodnik           | Data urodzenia         | Klub                  |
| -- | ------- | ------------------ | ---------------------- | --------------------- |
| 1  | BR      | Simione Tamanisau  | 5 czerwca 1982 (34)    | Rewa FC               |
| 2  | OB      | Praneel Naidu      | 29 stycznia 1995 (21)  | Ba FC                 |
| 3  | OB      | Filipe Baravilala  | 25 listopada 1994 (21) | Suva FC               |
| 4  | OB      | Jale Dreloa        | 21 kwietnia 1995 (21)  | Suva FC               |
| 5  | PO      | Antonio Tuivuna    | 20 marca 1995 (21)     | Nadi FC               |
| 6  | NA      | Anish Khem         | 27 września 1993 (22)  | Nadi FC               |
| 7  | PO      | Nickel Chand       | 28 lipca 1995 (21)     | Suva FC               |
| 8  | NA      | Setareki Hughes    | 8 czerwca 1995 (21)    | Rewa FC               |
| 9  | NA      | Roy Krishna (c)    | 30 sierpnia 1987 (28)  | Wellington Phoenix FC |
| 10 | PO      | Ratu Nakalevu      | 7 marca 1994 (22)      | Rewa FC               |
| 11 | OB      | Alvin Singh        | 9 czerwca 1988 (28)    | Ba FC                 |
| 12 | PO      | Tevita Waranaivalu | 16 września 1995 (20)  | Rewa FC               |
| 13 | NA      | Iosefo Verevou     | 1 maja 1996 (20)       | Rewa FC               |
| 14 | NA      | Samuela Nabenia    | 9 lutego 1995 (21)     | Ba FC                 |
| 15 | NA      | Saula Waqa         | 10 grudnia 1995 (20)   | Ba FC                 |
| 16 | PO      | Joseph Turagabeci  | 19 listopada 1994 (21) | Suva FC               |
| 18 | BR      | Shaneel Naidu      | 28 marca 1995 (21)     | Dreketi FC            |

### Niemcy
Trener:  Horst Hrubesch
| Nr | Pozycja | Zawodnik          | Data urodzenia        | Klub                |
| -- | ------- | ----------------- | --------------------- | ------------------- |
| 1  | BR      | Timo Horn         | 12 maja 1993 (23)     | 1. FC Köln          |
| 2  | PO      | Jeremy Toljan     | 8 sierpnia 1994 (21)  | TSG 1899 Hoffenheim |
| 3  | OB      | Lukas Klostermann | 3 czerwca 1996 (20)   | RB Leipzig          |
| 4  | OB      | Matthias Ginter   | 19 stycznia 1994 (22) | Borussia Dortmund   |
| 5  | OB      | Niklas Süle       | 3 września 1995 (20)  | TSG 1899 Hoffenheim |
| 6  | PO      | Sven Bender       | 27 kwietnia 1989 (27) | Borussia Dortmund   |
| 7  | PO      | Max Meyer         | 18 września 1995 (20) | FC Schalke 04       |
| 8  | PO      | Lars Bender       | 27 kwietnia 1989 (27) | Bayer 04 Leverkusen |
| 9  | NA      | Davie Selke       | 20 stycznia 1995 (21) | RB Leipzig          |
| 10 | PO      | Leon Goretzka (c) | 6 lutego 1995 (21)    | FC Schalke 04       |
| 11 | PO      | Julian Brandt     | 2 maja 1996 (20)      | Bayer 04 Leverkusen |
| 12 | BR      | Jannik Huth       | 15 kwietnia 1994 (22) | 1. FSV Mainz 05     |
| 13 | OB      | Philipp Max       | 30 września 1993 (22) | FC Augsburg         |
| 14 | OB      | Robert Bauer      | 9 kwietnia 1995 (21)  | FC Ingolstadt 04    |
| 15 | PO      | Max Christiansen  | 25 września 1996 (19) | FC Ingolstadt 04    |
| 16 | PO      | Grischa Prömel    | 9 stycznia 1995 (21)  | Karlsruher SC       |
| 17 | PO      | Serge Gnabry      | 14 lipca 1995 (21)    | Arsenal F.C.        |
| 18 | NA      | Nils Petersen     | 6 grudnia 1988 (27)   | SC Freiburg         |
| 22 | BR      | Eric Oelschlägel  | 20 września 1995 (20) | Werder Brema        |

### Meksyk
Trener:  Raúl Gutiérrez
| Nr | Pozycja | Zawodnik          | Data urodzenia        | Klub                  |
| -- | ------- | ----------------- | --------------------- | --------------------- |
| 1  | BR      | Alfredo Talavera  | 18 września 1982 (33) | Deportivo Toluca      |
| 2  | OB      | José Abella       | 10 lutego 1994 (22)   | Santos Laguna         |
| 3  | OB      | Jordan Silva      | 30 lipca 1994 (22)    | Deportivo Toluca      |
| 4  | OB      | César Montes      | 24 lutego 1997 (19)   | CF Monterrey          |
| 5  | PO      | Michael Pérez     | 14 lutego 1993 (23)   | Chivas de Guadalajara |
| 6  | OB      | Jorge Torres Nilo | 16 stycznia 1988 (28) | Tigres UANL           |
| 7  | PO      | Rodolfo Pizarro   | 15 lutego 1994 (22)   | CF Pachuca            |
| 8  | PO      | Hirving Lozano    | 30 lipca 1995 (21)    | CF Pachuca            |
| 9  | NA      | Oribe Peralta (c) | 12 stycznia 1984 (32) | Club América          |
| 10 | OB      | Víctor Guzmán     | 3 lutego 1995 (21)    | CF Pachuca            |
| 11 | NA      | Marco Bueno       | 31 marca 1994 (22)    | Chivas de Guadalajara |
| 12 | BR      | Gibrán Lajud      | 25 grudnia 1993 (22)  | Club Tijuana          |
| 13 | OB      | Carlos Salcedo    | 29 września 1993 (22) | Chivas de Guadalajara |
| 14 | OB      | Erick Aguirre     | 23 lutego 1997 (19)   | CF Pachuca            |
| 15 | PO      | Erick Gutiérrez   | 15 czerwca 1995 (21)  | CF Pachuca            |
| 16 | NA      | Carlos Cisneros   | 30 sierpnia 1993 (22) | Chivas de Guadalajara |
| 17 | PO      | Arturo González   | 5 września 1994 (21)  | CF Monterrey          |
| 18 | NA      | Erick Torres      | 19 stycznia 1993 (23) | Houston Dynamo        |
| 20 | PO      | Raúl López        | 23 lutego 1993 (23)   | CF Pachuca            |
| 21 | NA      | Carlos Fierro     | 24 lipca 1994 (22)    | Querétaro FC          |

### Korea Południowa
Trener:  Shin Tae-yong
| Nr | Pozycja | Zawodnik          | Data urodzenia         | Klub                       |
| -- | ------- | ----------------- | ---------------------- | -------------------------- |
| 1  | BR      | Kim Dong-jun      | 19 grudnia 1994 (21)   | Seongnam FC                |
| 2  | OB      | Sim Sang-min      | 21 maja 1993 (23)      | FC Seoul                   |
| 3  | OB      | Lee Seul-chan     | 15 sierpnia 1993 (22)  | Jeonnam Dragons            |
| 4  | PO      | Kim Min-tae       | 26 listopada 1993 (22) | Vegalta Sendai             |
| 5  | OB      | Choi Kyu-baek     | 23 stycznia 1994 (22)  | Jeonbuk Hyundai Motors     |
| 6  | OB      | Jang Hyun-soo (c) | 28 września 1991 (24)  | Guangzhou R&F FC           |
| 7  | NA      | Son Heung-min     | 8 lipca 1992 (24)      | Tottenham Hotspur F.C.     |
| 8  | PO      | Moon Chang-jin    | 12 lipca 1993 (23)     | Pohang Steelers            |
| 9  | NA      | Suk Hyun-jun      | 29 czerwca 1991 (25)   | FC Porto                   |
| 10 | PO      | Ryu Seung-woo     | 17 grudnia 1993 (22)   | Bayer 04 Leverkusen        |
| 11 | NA      | Hwang Hee-chan    | 26 stycznia 1996 (20)  | Red Bull Salzburg          |
| 12 | PO      | Lee Chan-dong     | 10 stycznia 1993 (23)  | Gwangju FC                 |
| 13 | OB      | Park Dong-jin     | 10 grudnia 1994 (21)   | Gwangju FC                 |
| 14 | PO      | Park Yong-woo     | 10 września 1993 (22)  | FC Seoul                   |
| 15 | OB      | Jung Seung-hyun   | 3 kwietnia 1994 (22)   | Ulsan Hyundai FC           |
| 16 | PO      | Kwon Chang-hoon   | 30 czerwca 1994 (22)   | Suwon Samsung Bluewings    |
| 17 | PO      | Lee Chang-min     | 20 stycznia 1994 (22)  | Jeju United FC             |
| 18 | BR      | Gu Sung-yun       | 27 czerwca 1994 (22)   | Hokkaido Consadole Sapporo |

## Grupa D

### Algieria
Trener:  Pierre-André Schürmann
| Nr | Pozycja | Zawodnik             | Data urodzenia         | Klub           |
| -- | ------- | -------------------- | ---------------------- | -------------- |
| 1  | BR      | Abdelkader Salhi     | 19 marca 1993 (23)     | ASO Chlef      |
| 2  | OB      | Miloud Rebiaï        | 12 grudnia 1993 (22)   | ES Sétif       |
| 3  | OB      | Ayoub Abdellaoui     | 16 lutego 1993 (23)    | USM Algier     |
| 4  | OB      | Abdelghani Demmou    | 29 stycznia 1989 (27)  | MC Algier      |
| 5  | OB      | Ryad Kenniche (c)    | 30 kwietnia 1993 (23)  | ES Sétif       |
| 6  | PO      | Mohamed Benkhemassa  | 28 czerwca 1993 (23)   | USM Algier     |
| 7  | NA      | Baghdad Bounedjah    | 24 listopada 1991 (24) | Al Sadd        |
| 8  | PO      | Haris Belkebla       | 28 stycznia 1994 (22)  | Tours FC       |
| 9  | NA      | Mohamed Benkablia    | 2 lutego 1994 (22)     | ASM Oran       |
| 10 | NA      | Abderrahmane Meziane | 7 marca 1994 (22)      | USM Algier     |
| 11 | NA      | Zakaria Haddouche    | 19 sierpnia 1994 (21)  | ES Sétif       |
| 12 | PO      | Raouf Benguit        | 5 kwietnia 1996 (20)   | USM Algier     |
| 13 | NA      | Oussama Darfalou     | 29 września 1993 (22)  | USM Algier     |
| 14 | PO      | Sofiane Bendebka     | 9 sierpnia 1992 (23)   | NA Hussein Dey |
| 15 | OB      | Houari Ferhani       | 11 lutego 1993 (23)    | JS Kabylie     |
| 16 | BR      | Farid Chaâl          | 3 lipca 1994 (22)      | USM El Harrach |
| 17 | PO      | Zakaria Draoui       | 20 lutego 1994 (22)    | CR Belouizdad  |
| 18 | NA      | Rachid Aït-Atmane    | 4 lutego 1993 (23)     | Sporting Gijón |
| 22 | BR      | Oussama Methazem     | 16 grudnia 1993 (22)   | RC Arbaâ       |

### Argentyna
Trener:  Julio Olarticoechea
| Nr | Pozycja | Zawodnik           | Data urodzenia            | Klub                 |
| -- | ------- | ------------------ | ------------------------- | -------------------- |
| 1  | BR      | Gerónimo Rulli     | 20 maja 1992 (24)         | Real Sociedad        |
| 2  | OB      | Lautaro Gianetti   | 13 listopada 1993 (22)    | CA Vélez Sarsfield   |
| 3  | OB      | Alexis Soto        | 20 października 1993 (22) | CA Banfield          |
| 4  | OB      | José Luis Gómez    | 13 września 1993 (22)     | CA Lanús             |
| 5  | PO      | Lucas Romero       | 18 kwietnia 1994 (22)     | Cruzeiro EC          |
| 6  | OB      | Víctor Cuesta (c)  | 19 listopada 1988 (27)    | CA Independiente     |
| 7  | PO      | Cristian Pavón     | 21 stycznia 1996 (20)     | CA Boca Juniors      |
| 8  | PO      | Santiago Ascacíbar | 25 lutego 1997 (19)       | Estudiantes La Plata |
| 9  | NA      | Jonathan Calleri   | 23 września 1993 (22)     | São Paulo FC         |
| 10 | NA      | Ángel Correa       | 9 marca 1995 (21)         | Atlético Madryt      |
| 11 | NA      | Giovanni Simeone   | 5 lipca 1995 (21)         | CA Banfield          |
| 12 | BR      | Axel Werner        | 28 lutego 1996 (20)       | Atlético de Rafaela  |
| 13 | PO      | Joaquín Arzura     | 18 maja 1993 (23)         | CA River Plate       |
| 14 | PO      | Giovani Lo Celso   | 9 kwietnia 1996 (20)      | CA Rosario Central   |
| 15 | OB      | Lisandro Magallán  | 27 września 1993 (22)     | CA Boca Juniors      |
| 16 | OB      | Leandro Vega       | 27 maja 1996 (20)         | CA River Plate       |
| 17 | PO      | Mauricio Martínez  | 20 lutego 1993 (23)       | CA Rosario Central   |
| 18 | NA      | Cristian Espinoza  | 3 kwietnia 1995 (21)      | CA Huracán           |

### Honduras
Trener:  Jorge Luis Pinto
| Nr | Pozycja | Zawodnik             | Data urodzenia           | Klub             |
| -- | ------- | -------------------- | ------------------------ | ---------------- |
| 1  | BR      | Luis López Fernández | 13 września 1993 (22)    | Real CD España   |
| 2  | OB      | Jonathan Paz         | 18 czerwca 1995 (21)     | CD Real Sociedad |
| 3  | OB      | Marcelo Pereira      | 27 maja 1995 (21)        | FC Motagua       |
| 4  | OB      | Kevin Álvarez        | 3 sierpnia 1996 (20)     | CD Olimpia       |
| 5  | OB      | Allans Vargas        | 25 września 1993 (22)    | Real CD España   |
| 6  | PO      | Bryan Acosta (c)     | 24 listopada 1993 (22)   | Real CD España   |
| 7  | PO      | Brayan Ramírez       | 16 czerwca 1994 (22)     | Juticalpa FC     |
| 8  | OB      | Johnny Palacios      | 20 grudnia 1986 (29)     | CD Olimpia       |
| 9  | NA      | Anthony Lozano       | 25 kwietnia 1993 (23)    | CD Tenerife      |
| 10 | PO      | Óscar Salas          | 8 grudnia 1993 (22)      | CD Olimpia       |
| 11 | PO      | Marcelo Espinal      | 24 lutego 1993 (23)      | Wolny zawodnik   |
| 12 | NA      | Romell Quioto        | 9 sierpnia 1991 (24)     | CD Olimpia       |
| 13 | PO      | Jhow Benavídez       | 26 grudnia 1995 (20)     | Real CD España   |
| 14 | PO      | Elder Torres         | 14 kwietnia 1995 (21)    | Real Monarchs    |
| 15 | PO      | Allan Banegas        | 4 października 1993 (22) | CD Marathón      |
| 16 | OB      | Brayan García        | 26 maja 1993 (23)        | CDS Vida         |
| 17 | NA      | Alberth Elis         | 12 lutego 1996 (20)      | CD Olimpia       |
| 18 | BR      | Harold Fonseca       | 8 października 1993 (22) | Juticalpa FC     |

### Portugalia
Trener:  Rui Jorge
| Nr | Pozycja | Zawodnik            | Data urodzenia            | Klub                   |
| -- | ------- | ------------------- | ------------------------- | ---------------------- |
| 1  | BR      | Bruno Varela        | 4 listopada 1994 (21)     | Vitória Setúbal        |
| 2  | OB      | Ricardo Esgaio (c)  | 16 maja 1993 (27)         | Sporting CP            |
| 3  | OB      | Tiago Ilori         | 28 października 1993 (22) | Liverpool F.C.         |
| 4  | OB      | Tobias Figueiredo   | 2 lutego 1994 (22)        | CD Nacional            |
| 5  | OB      | Edgar Ié            | 5 maja 1994 (22)          | Villarreal CF B        |
| 6  | PO      | Tomás Podstawski    | 30 stycznia 1995 (21)     | FC Porto B             |
| 7  | PO      | André Martins       | 21 stycznia 1990 (26)     | Olympiakos SFP         |
| 8  | PO      | Sérgio Oliveira     | 2 czerwca 1992 (24)       | FC Porto               |
| 9  | NA      | Gonçalo Paciência   | 1 sierpnia 1994 (22)      | FC Porto               |
| 10 | PO      | Bruno Fernandes     | 8 września 1994 (21)      | Udinese Calcio         |
| 11 | NA      | Salvador Agra       | 11 listopada 1991 (24)    | CD Nacional            |
| 12 | BR      | Joel Castro Pereira | 28 czerwca 1996 (20)      | Manchester United F.C. |
| 13 | NA      | Pité                | 22 sierpnia 1994 (21)     | CD Tondela             |
| 14 | OB      | Paulo Henrique      | 23 października 1996 (19) | FC Paços de Ferreira   |
| 15 | PO      | Fernando Fonseca    | 14 marca 1997 (19)        | FC Porto B             |
| 16 | PO      | Chico Ramos         | 10 kwietnia 1995 (21)     | GD Chaves              |
| 17 | NA      | Carlos Mané         | 11 marca 1994 (22)        | Sporting CP            |
| 18 | PO      | Tiago Silva         | 2 czerwca 1993 (23)       | CD Feirense            |